# Aeonium saundersii
Aeonium saundersii es una especie de planta tropical con hojas suculentas del género Aeonium, familia de las crasuláceas.

## Descripción
Dentro del género, pertenece al grupo de especies arbustivas o subarbustivas con tallos ramificados y flores amarillas. Se trata de un arbusto de pequeño tamaño, cuyas hojas son suborbiculares y densamente glandular-pubescentes por el haz y el envés. Las inflorescencias son sencillas, con pocas flores con pétalos de color amarillo pálido. Esta especie se incluye en el Catálogo de Especies Amenazadas de Canarias, como de interés especial, en la isla de La Gomera.

## Distribución geográfica
Aeonium saundersii es un endemismo de la isla de La Gomera en las Islas Canarias.

## Taxonomía
Aeonium saundersii fue descrita por  Carl Bolle   y publicado en Bonplandia 7: 241. 1859
Etimología
Ver: Aeonium
saundensii:  especie dedicada a William Wilson Saunders (1809-1879), horticultor y editor inglés.
Sinonimia
- Sempervivum saundersii  (Bolle) Christ Murray.[4][5]

## Nombre común
Se conoce como "bejequillo peludo de La Gomera".